# Marathon van Barcelona 2010
De marathon van Barcelona 2010 werd gehouden op zondag 7 maart 2010 in Barcelona. Het was de 32e editie van deze marathon.
Bij de mannen werd de wedstrijd een overwinning voor de Keniaan Jackson Kotut in 2:07.30. Hij bleef hiermee slechts zes seconden voor op zijn landgenoot Felix Kenya. Ook verbeterde hij hiermee het parcoursrecord.
Bij de vrouwen won de Ethiopische Debele Wudnesh in 2:31.50. Zij liep hiermee onvoldoende snel voor het parcoursrecord, dat sinds 1998 op 2:30.05 staat.
In totaal finishten 10115 marathonlopers de wedstrijd, waarvan 1343 vrouwen.

## Uitslagen
Mannen
| rang | naam                    | land | tijd    |
| ---- | ----------------------- | ---- | ------- |
| 1    | Jackson Kotut           | KEN  | 2:07.30 |
| 2    | Felix Kenya             | KEN  | 2:07.36 |
| 3    | Samuel Woldeamanuel     | ETH  | 2:08.45 |
| 4    | Silas Toek              | KEN  | 2:09.09 |
| 5    | Bellor Yator            | KEN  | 2:09.21 |
| 6    | Raymond Kiplagat Kandie | KEN  | 2:09.23 |
| 7    | Siyoum Debele           | ETH  | 2:11.25 |
| 8    | Tsegay Gebresselassie   | ETH  | 2:12.17 |
| 9    | Mohamed Blal            | ETH  | 2:12.36 |
| 10   | Blal Mohamed            | MAR  | 2:13.07 |

Vrouwen
| rang | naam                     | land | tijd    |
| ---- | ------------------------ | ---- | ------- |
| 1    | Debele Wudnesh           | ETH  | 2:31.50 |
| 2    | Roman Gebre              | ETH  | 2:32.28 |
| 3    | Serkalem Bist            | ETH  | 2:33.52 |
| 4    | Yenealem Ayano           | ETH  | 2:34.10 |
| 5    | Salome Kimutai           | KEN  | 2:38.27 |
| 6    | Tabalech Biru            | ETH  | 2:43.29 |
| 7    | Tina Skogland            | NOR  | 2:44.17 |
| 8    | Paola Sanna              | ITA  | 2:47.04 |
| 9    | Josephine Ambjörnsson    | SWE  | 2:53.58 |
| 10   | Miras Costa Maria Raquel | ESP  | 2:56.11 |

1978 ·
1979 ·
1980 ·
1981 ·
1981 ·
1983 ·
1984 ·
1985 ·
1986 ·
1987 ·
1988 ·
1989 ·
1990 ·
1991 ·
1992 ·
1993 ·
1994 ·
1995 ·
1996 ·
1997 ·
1998 ·
1999 ·
2000 ·
2001 ·
2002 ·
2003 ·
2004 ·
2005 ·
2006 ·
2007 ·
2008 ·
2009 ·
2010 ·
2011 ·
2012 ·
2013 ·
2014 ·
2015 ·
2016 ·
2017 ·
2018 ·
2019 ·
2020 ·
2021 ·
2022 ·
2023 ·
2024